# Santa Maria (Serpa)
A Freguesia de Santa Maria é uma antiga freguesia portuguesa do município de Serpa, com 154,33 km² de área e 1 868 habitantes (2011). A sua densidade populacional era 12,1 hab/km².

Foi extinta e agregada à freguesia de Salvador, criando a União das freguesias de Serpa (Salvador e Santa Maria).

## População
| População da freguesia de Serpa (Santa Maria) (1864 – 2011) | População da freguesia de Serpa (Santa Maria) (1864 – 2011) | População da freguesia de Serpa (Santa Maria) (1864 – 2011) | População da freguesia de Serpa (Santa Maria) (1864 – 2011) | População da freguesia de Serpa (Santa Maria) (1864 – 2011) | População da freguesia de Serpa (Santa Maria) (1864 – 2011) | População da freguesia de Serpa (Santa Maria) (1864 – 2011) | População da freguesia de Serpa (Santa Maria) (1864 – 2011) | População da freguesia de Serpa (Santa Maria) (1864 – 2011) | População da freguesia de Serpa (Santa Maria) (1864 – 2011) | População da freguesia de Serpa (Santa Maria) (1864 – 2011) | População da freguesia de Serpa (Santa Maria) (1864 – 2011) | População da freguesia de Serpa (Santa Maria) (1864 – 2011) | População da freguesia de Serpa (Santa Maria) (1864 – 2011) | População da freguesia de Serpa (Santa Maria) (1864 – 2011) |
| ----------------------------------------------------------- | ----------------------------------------------------------- | ----------------------------------------------------------- | ----------------------------------------------------------- | ----------------------------------------------------------- | ----------------------------------------------------------- | ----------------------------------------------------------- | ----------------------------------------------------------- | ----------------------------------------------------------- | ----------------------------------------------------------- | ----------------------------------------------------------- | ----------------------------------------------------------- | ----------------------------------------------------------- | ----------------------------------------------------------- | ----------------------------------------------------------- |
| 1864                                                        | 1878                                                        | 1890                                                        | 1900                                                        | 1911                                                        | 1920                                                        | 1930                                                        | 1940                                                        | 1950                                                        | 1960                                                        | 1970                                                        | 1981                                                        | 1991                                                        | 2001                                                        | 2011                                                        |
| 2 946                                                       | 3 163                                                       | 2 876                                                       | 3 138                                                       | 3 775                                                       | 3 664                                                       | 5 421                                                       | 4 812                                                       | 5 107                                                       | 4 603                                                       | 3 685                                                       | 3 080                                                       | 2 444                                                       | 2 184                                                       | 1 868                                                       |

Nos censos de 1911 a 1930 tinha anexadas as freguesias de Santana, Santo António Velho e S. Brás, que foram extintas pelo decreto-lei nº 27.424, de 31/12/1936, ficando os lugares que as constituiam incluídos nesta freguesia

## Património
- Barragem romana do Muro dos Mouros
- Igreja de São Francisco no Convento de Santo António
- Palácio dos Condes de Ficalho ou Casa do Castelo
- Torre do Relógio
- Mosteirinho ou Convento do Mosteirinho
- Igreja de Santa Maria ou Igreja Matriz de Serpa
- Núcleo Intramuros da cidade de Serpa